# الله‌آباد (اصفهان)
الله‌آباد (اصفهان) یا یخچال روستایی در منطقه جرقویه و از توابع بخش جرقویه علیا شهرستان اصفهان در استان اصفهان ایران است. این روستا در فاصله ۴۰ کیلومتری شهرستان ورزنه و ۱۲۰ کیلومتری جنوب شرقی شهر اصفهان واقع شده است؛ نام قدیمی این روستا یخچال بوده.

## تاریخ
این روستا تا ۱۱۴۰ تا ۱۱۵۰ هجری قمری به عبارتی تا اواخر دوران صفویه و آغاز دوران افشاریه، یخچال طبیعی روستاهای منطقه شرق جرقویه (گرکویه) بوده و در زمستان‌ها گروهی در آنجا به یخسازی پرداخته و در تابستان‌ها آن یخ‌ها را به مردم روستاهای اطراف می‌فروختند. رفته رفته به روزگار کریم خان زند که کشور رو به آرامش رفت، گروهی از مردم روستاهای پیرامون به کارگران یخچال پیوسته و در آنجا به زندگی پرداخته و نام روستای نوین را یخچال نهادند. چند سال بعد از انقلاب، در دهه ۸۰، نام این روستا را به اله آباد یا الله‌آباد تغییر دادند.

## جمعیت
این روستا در منطقه جرقویه از دهستان جرقویه علیا قرار دارد و براساس سرشماری مرکز آمار ایران در سال ۱۳۹۵، جمعیت آن ۲۷۸ نفر(۸۶ خانوار، ۱۳۹ نفر مرد و ۱۳۹ نفر زن) بوده است.